# André Leão
André Filipe Ribeiro Leão (n. 20 mai 1985, Freamunde, Portugalia) este un jucător de fotbal portughez care evoluează la clubul F.C. Paços de Ferreira. Între 2007 și 2009 a jucat în Liga I, la CFR Cluj.

## Titluri
| Sezon   | Club          | Titlu              |
| ------- | ------------- | ------------------ |
| 2007-08 | CFR 1907 Cluj | Liga I             |
| 2007-08 | CFR 1907 Cluj | Cupa României      |
| 2008-09 | CFR 1907 Cluj | Cupa României      |
| 2009    | CFR 1907 Cluj | Supercupa României |